# Hotarele (gmina)
Hotarele – gmina w Rumunii, w okręgu Giurgiu. Obejmuje tylko jedną miejscowość Hotarele. W 2011 roku liczyła 3939 mieszkańców. 